# Adolph Seeligmüller

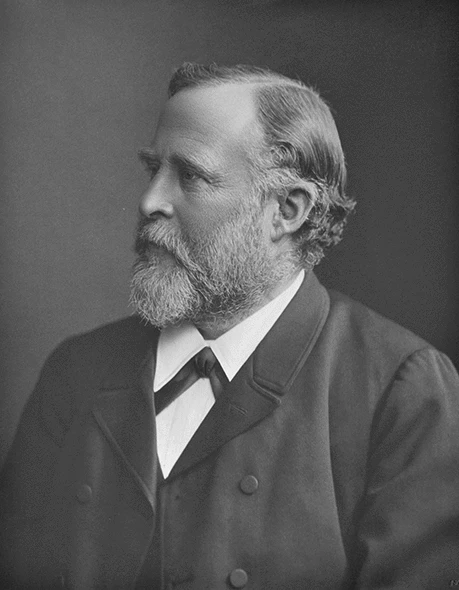
Adolph Seeligmüller (undatierte Fotografie)

Otto Ludwig Adolph Seeligmüller, auch Otto Ludwig Adolf Seeligmüller (* 1. April 1837 in Naumburg (Saale); † 19. April 1912 in Halle (Saale)) war ein deutscher Neurologe, Geheimer Medizinalrat und Leiter der Poliklinik für Nervenkrankheiten sowie einer Privat-Nervenklinik in Halle (Saale).

## Leben
Adolph Seeligmüller besuchte die Oberrealschule und das Königliche Paedagogicum der Franckeschen Stiftungen in Halle, studierte nach der Reifeprüfung 1857 an der Universität Leipzig, der Friedrichs-Universität Halle und der Julius-Maximilians-Universität Würzburg Medizin und wurde 1861 an der Universität Halle mit seiner Dissertation De tumoribus cavi mediastini solidis praecipue carcinomatosis zum Dr. med. promoviert.
Anschließend arbeitete er unter Heinrich Philipp August Damerow als Volontärarzt in der Provinzial-Irrenanstalt Halle-Nietleben, erhielt 1862 die Approbation, wirkte 1863 zwischenzeitlich als Assistent an der Medizinischen Universitätsklinik in Halle und ließ sich Ende 1865 als Nervenarzt in Halle nieder.
Im Jahr 1876 habilitierte er sich an der Universität Halle für das Fach Nervenkrankheiten und Neurologie, wobei er als letzter hallischer Mediziner seine Habilitationsschrift De traumaticis nervi sympathici cervicalis laesionibus in lateinischer Sprache verfasste.
Adolph Seeligmüller leitete an der Universität Halle in der Zeit von 1876 bis 1904 die Poliklinik für Nervenkrankheiten und wurde 1882 zum besoldeten außerordentlichen Professor ernannt. Im Jahr 1904 legte er die Leitung der Poliklinik für Nervenkrankheiten nieder und eröffnete in Halle eine Privat-Nervenklinik. Nachdem er Ende 1907 seinen Verzicht auf jegliche weitere akademische Tätigkeiten erklärte, wurde er 1908 von den Lehrverpflichtungen entbunden.
Adolph Seeligmüller forschte zur spinalen Kinderlähmung, dem Kopfschmerz und verfasste Lehrbücher über die Erkrankungen der Nerven, sowie des Rückenmarks und des Gehirns. 
Am 6. Dezember 1895 wurde Adolph Seeligmüller unter der Präsidentschaft von Karl von Fritsch in der Fachsektion für wissenschaftliche Medizin unter der Matrikel-Nr. 3070 als Mitglied in die Kaiserliche Leopoldino-Carolinische Deutsche Akademie der Naturforscher aufgenommen.

## Schriften
- De tumoribus cavi mediastini solidis praecipue carcinomatosis. Dissertatio Inauguralis Medica, Halis Saxonum 1861 (Digitalisat)
- De traumaticis nervi sympathici cervicalis laesionibus. Halis Saxonum 1876 (Digitalisat)
- Lehrbuch der Krankheiten der peripheren Nerven und des Sympathicus. Für Aerzte und Studirende. Wreden, Braunschweig 1882 (Digitalisat)
- Lehrbuch der Krankheiten des Rückenmarks und Gehirns sowie der allgemeinen Neurosen. Für Aerzte und Studirende. I. Abtheilung, Wreden, Braunschweig 1886 (Digitalisat)
- Lehrbuch der Krankheiten des Rückenmarks und Gehirns sowie der allgemeinen Neurosen. Für Aerzte und Studirende. II. Abtheilung, Wreden, Braunschweig 1887 (Digitalisat)
- Beiträge zu Albert Eulenburgs Real-Encyclopädie der gesammten Heilkunde. Erste Auflage.
  - Band 1 (1880) (Digitalisat), S. 508–513: Armlähmung
  - Band 2 (1880) (Digitalisat), S. 415–417: Brachialneuralgie
  - Band 3 (1880) (Digitalisat), S. 341–342: Coccygodynie; S. 459–466: Contractur; S. 537: Cruralneuralgie
  - Band 4 (1880) (Digitalisat), S. 631–634: Entbindungslähmung
  - Band 5 (1881) (Digitalisat), S. 123–124: Essentielle Lähmung
  - Band 6 (1881) (Digitalisat), S. 25–27: Gesichtsatrophie; S. 243–246: Halsmuskelkrampf; S. 246–247: Halsmuskellähmung; S. 248–250: Halssympathicus
  - Band 7 (1881) (Digitalisat), S. 194–195: Intercostalneuralgie; S. 300–303: Ischias; S. 375–386: Kinderlähmung; S. 540–541: Kopfdruck; S. 541–543: Kopfschmerz
  - Band 8 (1881) (Digitalisat), S. 320–321: Lumbago, Lumbalneuralgie; S. 640: Mastodynie
  - Band 9 (1881) (Digitalisat), S. 37–43: Migraine
  - Band 10 (1882) (Digitalisat), S. 19–21: Occipitalneuralgie
  - Band 11 (1882) (Digitalisat), S. 39–45: Prosopalgie; S. 449–451: Respirationskrämpfe
  - Band 12 (1882) (Digitalisat), S. 183: Schlingkrampf
  - Band 13 (1883) (Digitalisat), S. 79: Statische Krämpfe; S. 256–257: Sympathicusneurosen
  - Band 15 (1883) (Digitalisat), S. 94–95: Zungenkrampf; S. 95–96: Zungenlähmung; S. 96: Zwerchfelllähmung